# Bohusgranit

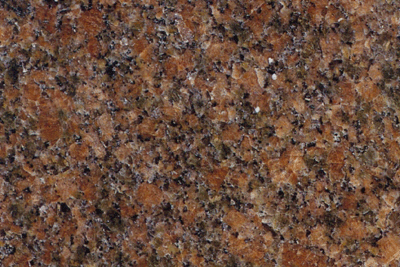
Bohusgranit. Polerad yta.

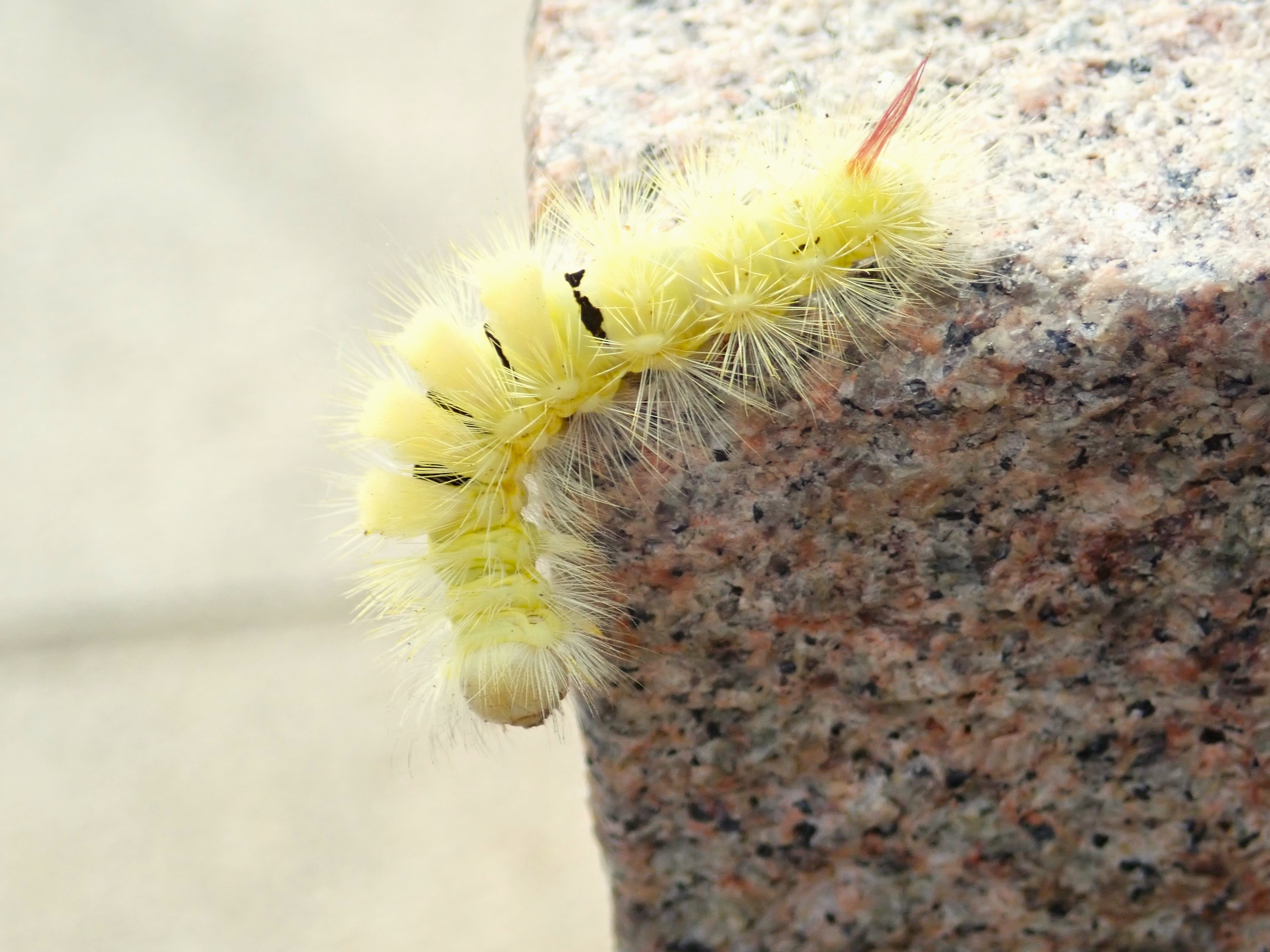
Bokspinnarlarv på en sockel av bohusgranit.

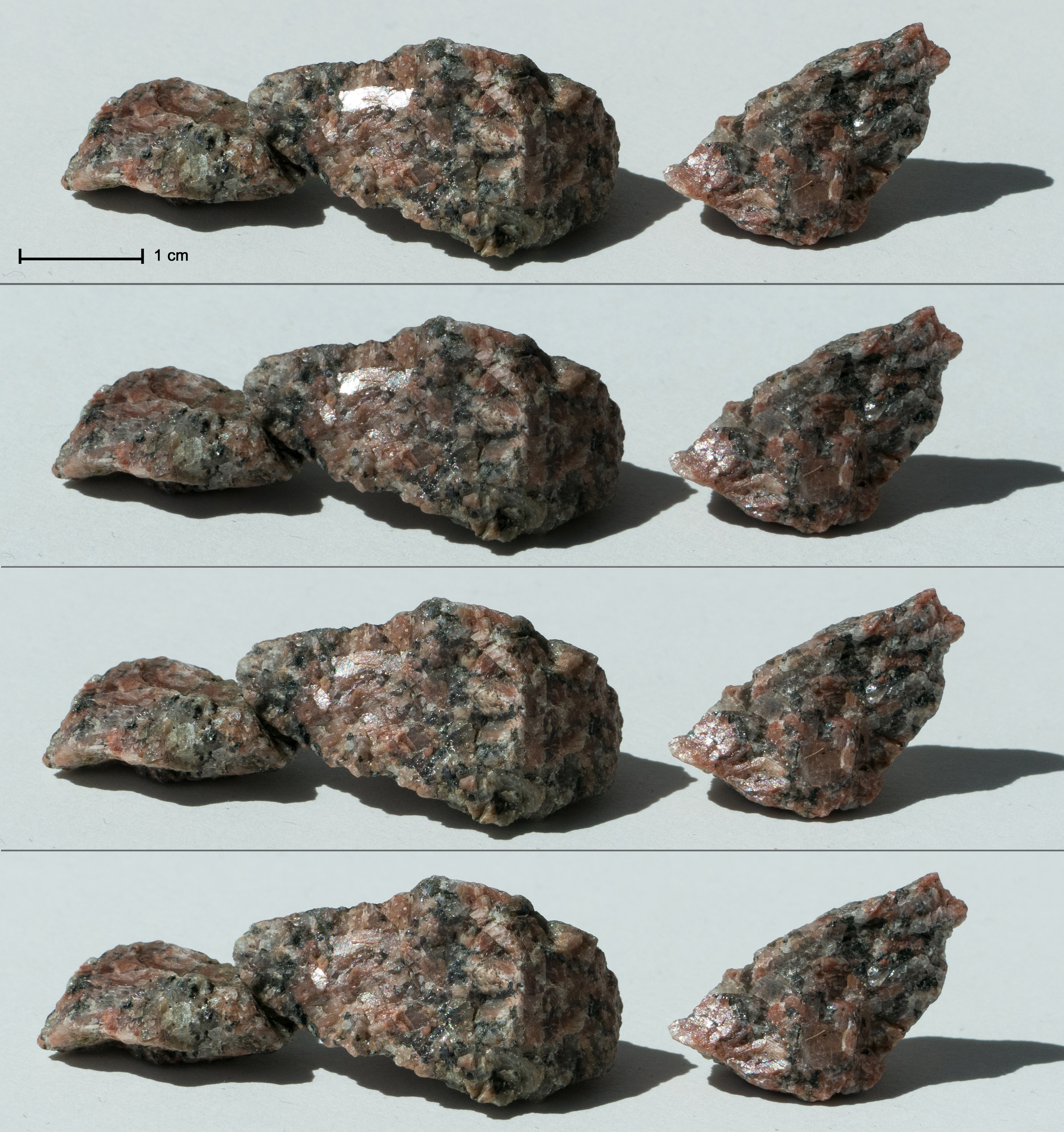
Prover av Lysekilsgranit som visar hur kristallerna i stenen reflekterar ljuset.

Bohusgranit är en lokal variant av bergarten granit. Med en ålder på ca 920 miljoner år är det den yngsta graniten i Sveriges urberg.Den förekommer i norra Bohuslän mellan Gullmarn och Idefjorden samt väster om, grovt betraktat, en linje genom Idefjorden och Bullaresjöarna. I väster, längs kusten och på öarna, övergår berggrunden i bohusgranit till områden med berggrund i gnejs.
Bohusgraniten består precis som granit i huvudsak av kiseldioxidrika mineraler såsom fältspat och kvarts samt mindre mängder av bland annat glimmer.[källa behövs]
Färgen varierar från grå till röd beroende på skillnader i mineralsammansättning och textur. Vanligen är bohusgraniten jämnt småkornig.
Bohusgraniten har haft stor användning som gatsten och som byggnadssten och ornamentsten. Den var basen för en omfattande stenindustri i norra Bohuslän under årtiondena runt sekelskiftet 1900.
Bohusgraniten är Bohusläns landskapssten och finns i stora delar av landskapet, från Lysekil och norrut.

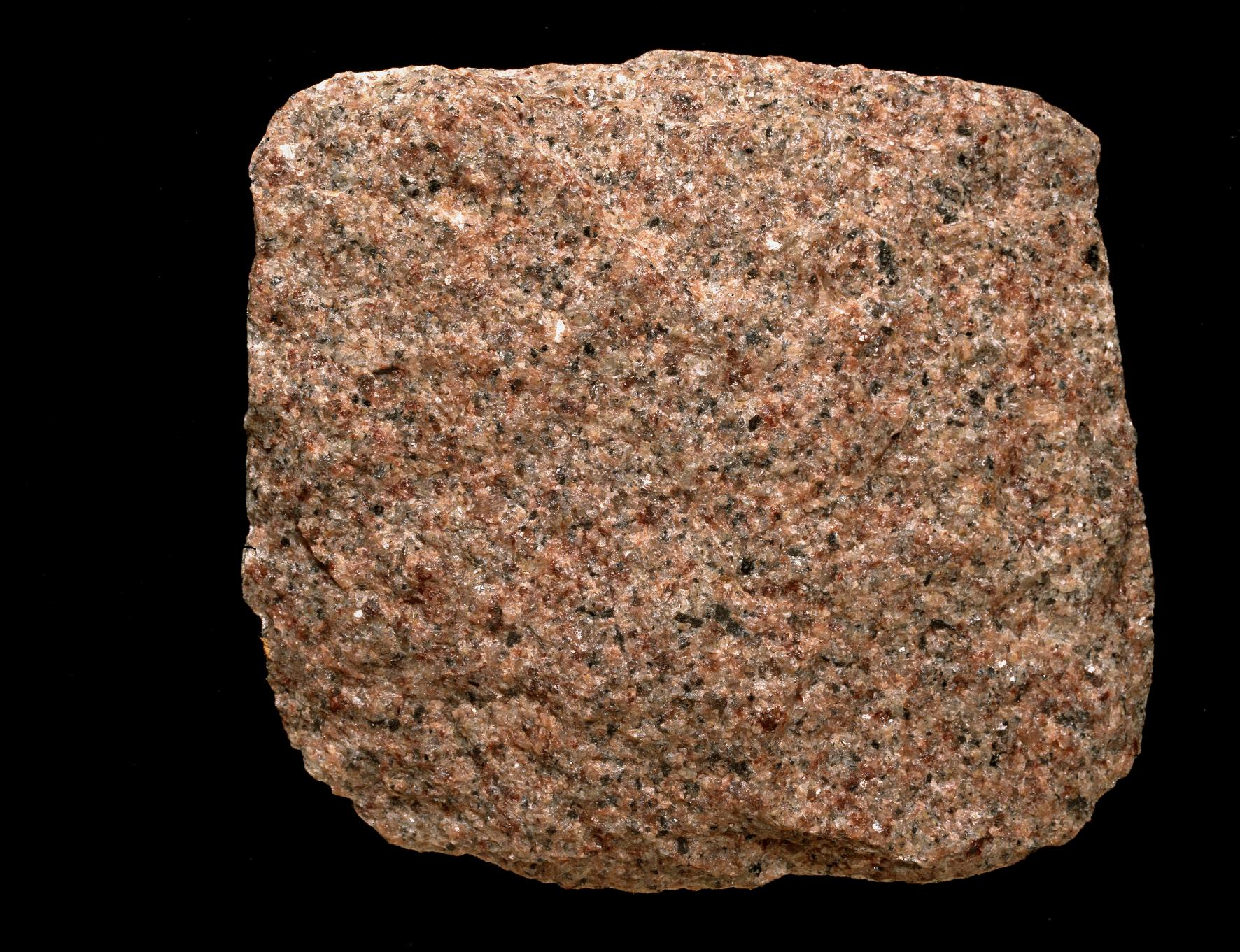
Bohusläns landskapssten, bohusgraniten, finns i stora delar av landskapet, från Lysekil och norrut. Den tillhör den yngre delen av urberget och bildades för ca 920 miljoner år sedan.